# London Film Festival

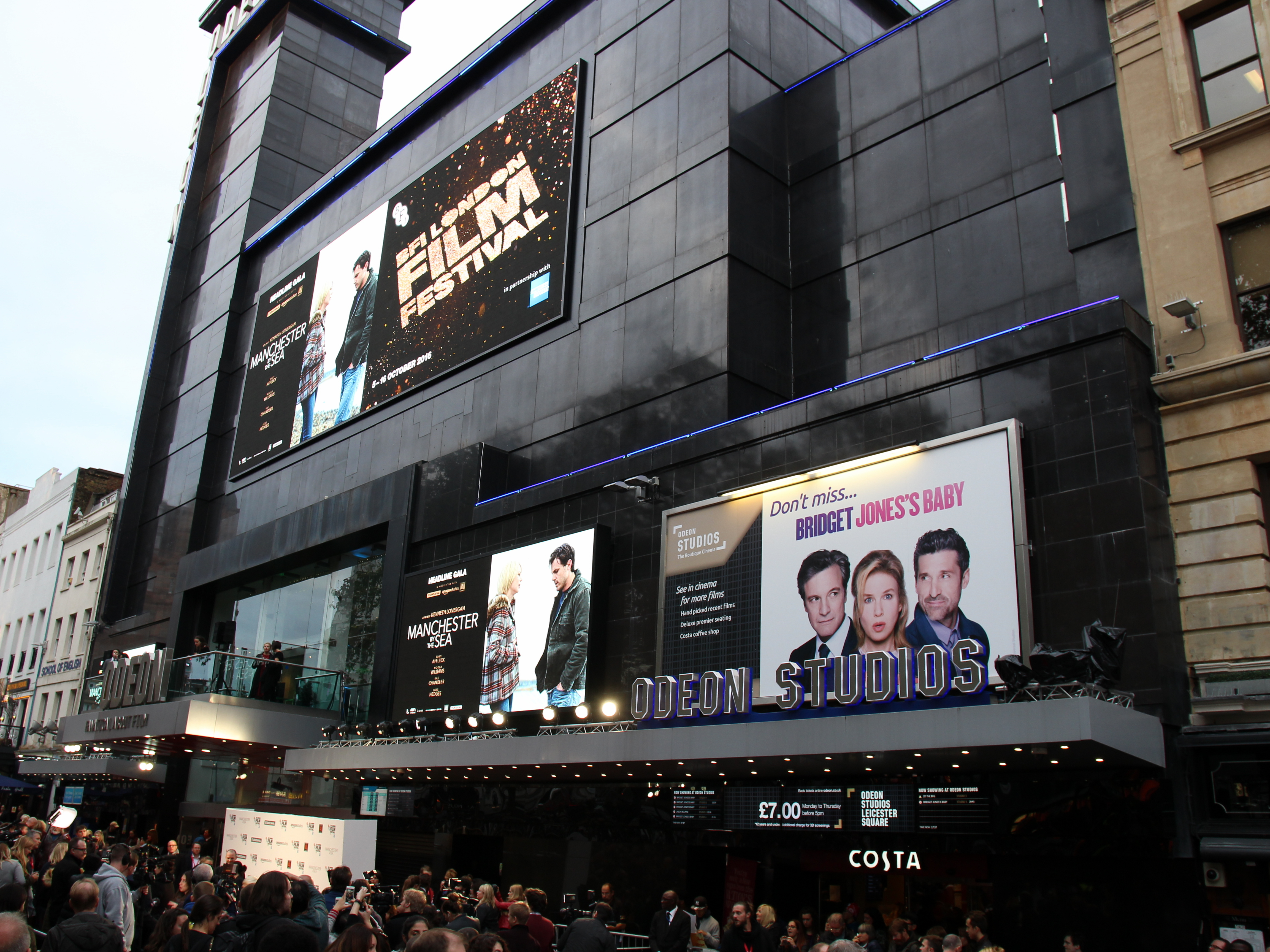
Festivalspielstätte Odeon am Leicester Square (2016)

Das London Film Festival (in der Langform auch: The Times bfi London Film Festival) ist ein internationales Filmfestival in London. Es gilt als größtes Filmfestival im Vereinigten Königreich.

## Geschichte
Das Festival wurde 1956 von einer Gruppe von Filmkritikern gegründet, darunter die Journalistin Dilys Powell der Wochenzeitung The Sunday Times. Heute wird es vom British Film Institute (bfi) organisiert. Seit 1966 ist der jeweilige Eigentümer von The Sunday Times auch der Eigentümer der Tageszeitung The Times, die der Hauptsponsor und einer der Namensgeber des Festivals ist.
Im Programm des Festivals sind in erster Linie Filme, die im Vereinigten Königreich bislang noch nicht im Kino zu sehen waren. Traditionellerweise werden insbesondere Filme der zwölf A-Festivals wie Cannes oder Venedig nachgespielt.
Das The Times bfi London Film Festival hat mehrere Spielstätten im und um das Stadtzentrum von London. Darunter sind Kinos am Leicester Square, der als Zentrum der Londoner Kinematografie gilt, sowie das BFI Southbank als Geburtsstätte des Filmfestivals.
Das London Film Festival ist als Festival ohne internationalen Wettbewerb beim internationalen Filmproduzentenverband FIAPF akkreditiert. Daher werden die Filmpreise des Festivals nur in speziellen Kategorien verliehen. Ein Hauptpreis des London Film Festivals ist die Sutherland Trophy, die jeweils an den ersten Spielfilm eines Regisseurs geht. Die Sutherland Trophy wird seit 1958 vom British Film Institute vergeben, jedoch erst seit 1997 im Rahmen des London Film Festivals. Seit 2009 wird zudem ein Hauptpreis für den besten Film verliehen. Zu den weiteren Auszeichnungen des Festivals gehören unter anderem der The Times BFI London Film Festival Grierson Award für den besten Dokumentarfilm in Spielfilmlänge und ein FIPRESCI-Preis des internationalen Filmkritikerverbandes Fédération Internationale de la Presse Cinématographique.
Seit 2016 vergibt das BFI in Kooperation mit der International Watch Company den IWC Filmmaker Bursary Award. Der Preis ist mit 50.000 £ dotiert und dient der Förderungen von Regisseuren und Drehbuchautoren, die am Anfang ihrer Karriere stehen.

## Preisträger seit 2009 für den besten Film
| Jahr | Filmtitel                   | Regie                  | Produktionsland                                |
| 2009 | Un prophète                 | Jacques Audiard        | F/I                                            |
| 2010 | How I Ended This Summer     | Alexei Popogrebski     | RUS                                            |
| 2011 | We Need to Talk About Kevin | Lynne Ramsay           | UK/USA                                         |
| 2012 | De rouille et d’os          | Jacques Audiard        | F/B                                            |
| 2013 | Ida                         | Paweł Pawlikowski      | PL/DK                                          |
| 2014 | Leviathan                   | Andrey Zvyagintsev     | RUS                                            |
| 2015 | Chevalier                   | Athina Rachel Tsangari | GR                                             |
| 2016 | Certain Women               | Kelly Reichardt        | USA                                            |
| 2017 | Loveless                    | Andrey Zvyagintsev     | RUS/F/D/B                                      |
| 2018 | Joy                         | Sudabeh Mortezai       | Österreich                                     |
| 2019 | Monos                       | Alejandro Landes       |                                                |
| 2021 | Hit the Road                | Panah Panahi           | Iran                                           |
| 2022 | Corsage                     | Marie Kreutzer         | Österreich, Luxemburg, Deutschland, Frankreich |

## Preisträger der Sutherland Trophy seit 1992
| Jahr | Filmtitel                                   | Regie                              | Produktionsland           |
| 1992 | Proof – Der Beweis (Proof)                  | Jocelyn Moorhouse                  | Australien                |
| 1993 | Vacas – Kühe (Vacas)                        | Julio Medem                        | Spanien                   |
| 1994 | Der Duft der grünen Papaya (Mùi đu đủ xanh) | Trần Anh Hùng                      | Vietnam Frankreich        |
| 1995 | Palast des Schweigens (Samt el qusur)       | Moufida Tlatli                     | Frankreich Tunesien       |
| 1996 | Bob’s Weekend                               | Jevon O’Neill                      | Vereinigtes Königreich    |
| 1997 | Das des Leben Jesu (La vie de Jésus)        | Bruno Dumont                       | Frankreich                |
| 1998 | Der Apfel (Sib)                             | Samira Makhmalbaf                  | Iran Frankreich           |
| 1999 | Ratcatcher                                  | Lynne Ramsay                       | UK/F                      |
| 2000 | You Can Count on Me                         | Kenneth Lonergan                   | USA                       |
| 2001 | The Warrior                                 | Asif Kapadia                       | UK/F/D                    |
| 2002 | Carnages                                    | Delphine Gleize                    | F/B/E/CH                  |
| 2003 | Osama                                       | Siddiq Barmak                      | AFG/NL/J/IRL/IR           |
| 2004 | Tarnation                                   | Jonathan Caouette                  | USA                       |
| 2005 | Eläville ja kuolleille                      | Kari Paljakka                      | SF                        |
| 2006 | Red Road                                    | Andrea Arnold                      | UK/DK                     |
| 2007 | Persepolis                                  | Vincent Paronnaud, Marjane Satrapi | F                         |
| 2008 | Tulpan                                      | Sergei Dworzewoi                   | KZ/RUS/PL/I/D/CH          |
| 2009 | Ajami                                       | Scandar Copti, Yaron Shani         | IL/D                      |
| 2010 | The Arbor                                   | Clio Barnard                       | UK                        |
| 2011 | Las Acacias                                 | Pablo Giorgelli                    | RA/E                      |
| 2012 | Beasts of the Southern Wild                 | Benh Zeitlin                       | USA                       |
| 2013 | Ilo Ilo                                     | Anthony Chen                       | SGP                       |
| 2014 | The Tribe (Plemya)                          | Myroslaw Slaboschpyzkyj            | UKR/NL                    |
| 2015 | The Witch                                   | Robert Eggers                      | USA/CAN/UK                |
| 2016 | Raw (Grave)                                 | Julia Ducournau                    | F/B/I                     |
| 2017 | Die Wunde                                   | John Trengove                      | SA/D/F                    |
| 2018 | Girl                                        | Lukas Dhont                        | Belgien Niederlande       |
| 2019 | Atlantique                                  | Mati Diop                          |                           |
| 2021 | Un monde                                    | Laura Wandel                       | Belgien                   |
| 2022 | 1976                                        | Manuela Martelli                   | Chile, Argentinien, Katar |